# Karin Leonhard
Karin Leonhard (* 1969) ist eine deutsche Kunsthistorikerin.

## Leben
Karin Leonhard studierte in München Kunstgeschichte, Germanistik und Theaterwissenschaft. In ihrer Magisterarbeit setzte sie sich mit der theosophisch beeinflussten Kunsttheorie Wassily Kandinskys auseinander. Ihre Dissertation über die Interieurmalerei Jan Vermeers erschien 2003. Sie beschäftigt sich mit Wahrnehmungsformen des Barock und Sehtheorien des 17. Jahrhunderts in Holland.
Sie unterrichtete Kunstgeschichte und Bildwissenschaft an der Universität Leipzig und war von 2005 bis 2011 als Assistentin an der Universität Eichstätt tätig, wo sie sich 2012 mit ihrer Studie Bildfelder – Stilleben und Naturstücke des 17. Jahrhunderts habilitierte.
Zwischen 2009 und 2011 war sie Stipendiatin des Kunsthistorischen Instituts in Florenz. Von 2011 bis 2014 war sie Senior Research Fellow am Max-Planck-Institut für Wissenschaftsgeschichte in Berlin.
2013–14 war sie Professorin für Kunstgeschichte an der Universität Bonn, bevor sie 2015 den Ruf nach Konstanz annahm.
Ihre Forschungsschwerpunkte konzentrieren sich auf Raum- und Wahrnehmungstheorien der Frühen Neuzeit, vor allem auf die Wissenschafts- und Wahrnehmungsgeschichte des 17. Jahrhunderts. Darüber hinaus widmete sie sich künstlerischen Tendenzen der frühen Abstraktion um 1900 sowie der Geschichte der Kunstgeschichte dieser Zeit.

## Veröffentlichungen
- Karin Leonhard: Das gemalte Zimmer. Zur Interieurmalerei Jan Vermeers, München 2003, ISBN 3-7705-3876-5
- Karin Leonhard (hg. zusammen mit Gabriele Wimböck, Markus Friedrich und Frank Büttner): Evidentia. Reichweiten visueller Wahrnehmung in der Frühen Neuzeit, Lit Verlag, Münster 2007, ISBN 978-3-8258-0632-3
- Karin Leonhard: Bildfelder. Stilleben und Naturstücke des 17. Jahrhunderts, Berlin 2013, ISBN 978-3-05-006325-6
- Karin Leonhard (hg. zusammen mit Claudia Fritzsche und Gregor J. M. Weber): Ad Fontes! Niederländische Kunst des 17. Jahrhunderts in Quellen, Petersberg 2013, ISBN 978-3-86568-786-9

## Aufsätze
- Karin Leonhard: White earth, or how to cultivate color in the field of painting still life and Baroque color theory. In: Vision and its instruments, ed. by Alina Payne (University Park, Penn State University Press, 2015), S. 190–215.
- Karin Leonhard: Mutter Erde, oder die Farbe Braun – zur Promiskuität des barocken Bildfelds. In: Natalität, hg. von Aage A. Hansen-Löve; Michael Ott; Lars Schneider (Paderborn 2015), S. 151–169.
- Karin Leonhard: Ornament und Zeitlichkeit. Kartusche, Rocaille, Arabeske. In: Bild und Zeit. Temporalität in Kunst und Kunsttheorie seit 1800, hg. von Thomas Kisser, Paderborn 2011, S. 63–85.